# Морфология панджаби
В данной статье описывается морфология современного литературного панджаби, индоарийского языка, распространённого в Пакистане и Индии.

## Существительное
Панджабская именная система имеет два рода, два числа, пять падежей: прямой, косвенный, звательный, отложительный и творительно-местный. Последние два падежа являются неполноценными: отложительный используется только в единственном числе с некоторыми послелогами, а творительно-местный содержится в сочетаниях с наречиями. Как и в хиндустани, имена изменяются по двум подтипам склонения, расширенному и нерасширенному, при этом к первому относятся имена мужского и женского родов с окончаниями -ā и -ī соответственно, при этом разделение на спряжения для женского рода более этимологическое чем морфологическое.
Таблицы ниже иллюстрируют систему падежных окончаний панджаби.
|         |       | Прям | Кос | Зват | Отл | Твор/ Мест |
| ------- | ----- | ---- | --- | ---- | --- | ---------- |
| нерасш. | Ед.ч. |      |     | +ā   | +ȭ  | +ē         |
| нерасш. | Мн.ч. |      | +ā̃  | +ō   |     | +ī̃         |
| Расш.   | Ед.ч. | -ā   | -ē  | -iā  | -iȭ | -ē         |
| Расш.   | Мн.ч. | -ē   | -iā̃ | -iō  |     | -ī̃         |

|       | Прям | Кос | Зват | Отл | Твор/ Мест |
| ----- | ---- | --- | ---- | --- | ---------- |
| Ед.ч. |      |     | +ē   | +ȭ  | +ē         |
| Мн.ч. | +ā̃   | +ā̃  | +ō   |     | +ī̃         |

Следующие таблицы показывают именные окончания в действии на примерах слов kṑṛā «конь», sakhī «подруга», kàr «дом», gall «вещь, слово».
|      |       | Прям   | Кос    | Зват   | Отл   | Твор/ Мест |
| ---- | ----- | ------ | ------ | ------ | ----- | ---------- |
| М.р. | Ед.ч. | kṑṛā   | kṑṛe   | kṑṛiā  | kṑṛiȭ | (kṑṛe)     |
| М.р. | Мн.ч. | kṑṛe   | kṑṛiā̃  | kṑṛiō  |       |            |
| Ж.р. | Ед.ч. | sakhī  | sakhī  | sakhīē |       |            |
| Ж.р. | Мн.ч. | sakhīā̃ | sakhīā̃ | sakhīō |       |            |

|      |       | Прям  | Кос   | Зват    | Отл   | Твор/ Мест |
| ---- | ----- | ----- | ----- | ------- | ----- | ---------- |
| М.р. | Ед.ч. | kàr   | kàr   | kàrā    | kàrȭ  | kàrē       |
| М.р. | Мн.ч. | kàr   | kàrā̃  | kàrō    |       | kàrī̃       |
| Ж.р. | Ед.ч. | gall  | gall  | (gallē) | gallȭ | gallē      |
| Ж.р. | Мн.ч. | gallā̃ | gallā̃ | gallō   |       | gallī̃      |

## Прилагательное
Прилагательные бывают склоняемые и несклоняемые. Первые изменяются по роду, числу и падежу. За начальную форму принимается форма мужского рода, единственного числа прямого падежа (-ā). Несклоняемые прилагательные не изменяются, они могут иметь любое окончание (в том числе -ā и -ī).
|      |       | Ед.ч. | Мн.ч.   |
| ---- | ----- | ----- | ------- |
| М.р. | Прям. | -ā    | -ē      |
| М.р. | Кос.  | -ē    | -ē, -iā̃ |
| Ж.р. | Ж.р.  | -ī    | -īā̃     |

Изменяемые прилагательные в качестве определения согласуются с определяемым. Примеры содержатся в следующих таблицах.
|      |       | Прям          | Кос           | Зват          | Отл         | Твор/ Мест   |
| ---- | ----- | ------------- | ------------- | ------------- | ----------- | ------------ |
| М.р. | Ед.ч. | caṅgā kṑṛā    | caṅgē kṑṛē    | caṅgē kṑṛiā   | caṅgē kṑṛiȭ | (caṅge kṑṛē) |
| М.р. | Мн.ч. | caṅgē kṑṛē    | caṅgiā̃ kṑṛiā̃  | caṅgiā̃ kṑṛiō  |             |              |
| Ж.р. | Ед.ч. | caṅgī sakhī   | caṅgī sakhī   | caṅgī sakhīē  |             |              |
| Ж.р. | Мн.ч. | caṅgīā̃ sakhīā̃ | caṅgīā̃ sakhīā̃ | caṅgīā̃ sakhīō |             |              |

|      |       | Прям         | Кос          | Зват          | Отл         | Твор/ Мест   |
| ---- | ----- | ------------ | ------------ | ------------- | ----------- | ------------ |
| М.р. | Ед.ч. | caṅgā kàr    | caṅgē kàr    | caṅgē kàrā    | caṅgē kàrȭ  | caṅgē kàrē   |
| М.р. | Мн.ч. | caṅge kàr    | caṅgiā̃ kàrā̃  | caṅgiā̃ kàrō   |             | caṅgiā̃ kàrī̃  |
| Ж.р. | Ед.ч. | caṅgī gall   | caṅgī gall   | (caṅgī gallē) | caṅgī gallȭ | caṅgī gallē  |
| Ж.р. | Мн.ч. | caṅgīā̃ gallā̃ | caṅgīā̃ gallā̃ | caṅgīā̃ gallō  |             | caṅgīā̃ gallī̃ |

|      |       | Прям         | Кос          | Зват         | Отл         | Твор/ Мест   |
| ---- | ----- | ------------ | ------------ | ------------ | ----------- | ------------ |
| М.р. | Ед.ч. | xarāb kṑṛā   | xarāb kṑṛē   | xarāb kṑṛiā  | xarāb kṑṛiȭ | (xarāb kṑṛē) |
| М.р. | Мн.ч. | xarāb kṑṛē   | xarāb kṑṛiā̃  | xarāb kṑṛiō  |             |              |
| Ж.р. | Ед.ч. | xarāb sakhī  | xarāb sakhī  | xarāb sakhīē |             |              |
| Ж.р. | Мн.ч. | xarāb sakhīā̃ | xarāb sakhīā̃ | xarāb sakhīō |             |              |

|      |       | Прям        | Кос         | Зват          | Отл         | Твор/ Мест  |
| ---- | ----- | ----------- | ----------- | ------------- | ----------- | ----------- |
| М.р. | Ед.ч. | xarāb kàr   | xarāb kàr   | xarāb kàrā    | xarāb kàrȭ  | xarāb kàrē  |
| М.р. | Мн.ч. | xarāb kàr   | xarāb kàrā̃  | xarāb kàrō    |             | xarāb kàrī̃  |
| Ж.р. | Ед.ч. | xarāb gall  | xarāb gall  | (xarāb gallē) | xarāb gallȭ | xarāb gallē |
| Ж.р. | Мн.ч. | xarāb gallā̃ | xarāb gallā̃ | xarāb gallō   |             | xarāb gallī̃ |

Прилагательные могут выполнять функции определения, именного сказуемого (тогда их можно считать существительными) и употребляться самостоятельно.

## Послелоги
Для выражения отношений между словами в панджаби употребляются послелоги. К простым послелогам относятся:
- dā — предлог родительного падежа. Может изменяться как прилагательное в конструкции X dā/dī/и т. д. Y в значении «Y, принадлежащий X; Y X´a», где dā согласуется Y.
- nū̃ — оформляет косвенное дополнение (дательный падеж), либо, если объект определённый, прямой объект (винительный падеж).
- nē — предлог эргативного падежа; оформляет субъект при переходных глаголах совершенного вида.
- tȭ — предлог отложительного падежа, «от, из».
- tē — «на, над».
- vall — «по направлению к»
- kōḷ — предлог непосредственной принадлежности (аналогичен хиндустани kē pās); «у», напр. kuṛī (de) kōḷ, «у девушки».
- vikhē — «в (каком-то месте)». В разговорной речи может замещаться tē. Напр. Hoshiarpur vikhē, «в Хошьяпуре».
- takk — «до, непосредственно к»
- laī, vāstē — «для, ради»
- bārē — «о, об»
- vargā, varga, hár/'ár — «как, подобно», напр. «o de 'ár», «ude varga» — «как он».
- duāḷē, duāle — «вокруг, около», напр. manjē (de) duāḷē, «вокруг кровати».
- binā̃ — «без».
- nēṛē — «около, поблизости от».
- lāgē — «после».
- vich «в, внутри» → viccȭ «среди», например jantē (de) viccȭ, «среди людей».
- nāḷ «с»→ nāḷȭ «по сравнению с, подобно, как», например, kṑṛē (de) nāḷȭ, «по сравнению с конём».

## Местоимения

### Личные
В панджаби (как и в хиндустани) имеются личные местоимения для первого и второго лица. Для третьего лица используются указательные. Местоимения не различаются по роду. Местоимения tū̃ и tusī̃ различаются по уровню вежливости (как «ты» и «Вы»).
| [ 2 ]         | 1 лицо | 1 лицо | 2 лицо | 2 лицо |
| [ 2 ]         | Ед.ч.  | Мн.ч.  | Ед.ч.  | Мн.ч.  |
| ------------- | ------ | ------ | ------ | ------ |
| Прямой        | mẽ     | asī̃    | tū̃     | tusī̃   |
| Эргативный    | mẽ     | asā̃    | tū̃     | tusā̃   |
| Дательный     | menū̃   | sānū̃   | tenū̃   | tuā̀nū̃  |
| Отложительный | methȭ  | sāthȭ  | tethȭ  | tuā̀thȭ |
| Родительный   | mērā   | sāḍā   | tērā   | tuā̀ḍā  |

|           | 3 лицо | 3 лицо | 3 лицо | 3 лицо | Относительные | Относительные | Вопросительные | Вопросительные |
| Близко    | Близко | Далеко | Далеко |        | Относительные | Относительные | Вопросительные | Вопросительные |
| Ед.ч.     | Мн.ч.  | Ед.ч.  | Мн.ч.  | Ед.ч.  | Мн.ч.         | Ед.ч.         | Мн.ч.          |                |
| --------- | ------ | ------ | ------ | ------ | ------------- | ------------- | -------------- | -------------- |
| Прямой    | ḗ      | ḗ      | ṓ      | ṓ      | jō            | jō            | koṇ, kī́        | koṇ, kī́        |
| Косвенный | ḗ, is  | ḗnā̃    | ṓ, us  | ṓnā̃    | jí, jis       | jinā̃          | kí, kis        | kinā̃           |

koṇ и jō в разговорной речи заменяются на kḗṛā «который?» jḗṛā «который». Неопределённые местоимения включают в себя kōī (кос. kisē) «кто-то» и kúj «что-то». Возвратное местоимение āp (род. āpṇā). Местоименная частица кос. п. -nā̃ также встречается в ik, iknā̃ «сколько-то», hor, hornā̃ «другие», sab, sabnā̃ «все, всё».

### Другие
В таблице указаны остальные местоимения панджаби, образованные по общей формуле. Вторая строка раздела «место» содержит формы отложительного падежа (первая — прямого), остальные строки разделов «место» и «способ действия» содержат диалектные варианты. Помимо этого используются неопределённые местоимения kitē «где-то», kadē «когда-то».
|                 | Вопросительные | Относительные | Указательные | Указательные |
| Близко          | Вопросительные | Относительные | Далеко       |              |
| --------------- | -------------- | ------------- | ------------ | ------------ |
| Время           | kadȭ           | jadȭ          | (huṇ)        | ōdȭ          |
| Место           | kitthē         | jitthē        | ēthē         | ōthē         |
| Место           | kitthȭ         | jitthȭ        | ēthȭ         | ōthȭ         |
| Место           | kíddar         | jíddar        | ḗdar         | ṓdar         |
| Способ действия | kíddā̃          | jíddā̃         | ḗddā̃         | utnā         |
| Способ действия | kivẽ           | jivẽ          | evẽ          | ovẽ          |
| Качество        | kío jíā        | jíā           | éo jíā       | óo jíā       |
| Количество      | kinnā          | jinnā         | innā         | unnā         |
| Размер          | kiḍḍā          | jiḍḍā         | eḍā          | oḍā          |

## Глагол
Глагольная система панджаби построена вокруг сочетаний вида (совершенного, обычного и длительного) и наклонения\времени. От глагола могут образовываться причастия, изменяющиеся как прилагательные.
Формы совершенного вида образуются от основы глагола и вставки -i- с помощью личных окончаний. Обычный вид образуется от несовершенного причастия (основа + -d-). Длительный вид образуется от основы и служебного глагола ráíṇā.
От глагола hoṇā «быть» образуются связки настоящего, прошедшего времён, сослагательно, предположительного и условного наклонений. Они используются как вспомогательные глаголы вместе с видовыми формами основных глаголов.
Невидовые формы включают в себя инфинитив, повелительное и сослагательное наклонения. Формы сослагательного, «предположительного» наклонения и другие могут образовываться как с глаголом-связкой (в видовых формах), так и непосредственно от смыслового глагола (в невидовых формах).
Обычно глагол согласуется с субъектом, но в совершенном виде у переходных глаголов строится эргативная конструкция (глагол согласуется с объектом, объект в прямом падеже, субъект с послелогом -ne).
Две таблицы ниже показывают окончания для двух типом спряжения: по роду и числу (обычное) и по лицу и числу (у сослагательного наклонения и будущего времени). Во второй таблице окончание -ā̃ относится к будущему времени, а īē к сослагательному наклонению.
| (GN) | Ед.ч. | Мн.ч. |
| ---- | ----- | ----- |
| М.р. | -ā    | -ē    |
| Ж.р. | -ī    | -īā̃   |

| (PN)  | 1     | 2   | 3   |
| ----- | ----- | --- | --- |
| Ед.ч. | -ā̃    | -ē~ | -ē  |
| Мн.ч. | -ā̃/īē | -ō  | -aṇ |

### Формы
Ниже дана парадигма спряжения глагола naccṇā «танцевать».
| Основа                                    | *             | nacc       |
| Инфинитив/ Герундив/ Причастие долженств. | *-ṇ-ā         | naccṇā     |
| Инфинитив (кос.п.)                        | *-(a)ṇ        | naccaṇ     |
| Инфнинитив (отл.п.)                       | *-ṇ-ȭ         | naccṇȭ     |
| Деепричастие                              | *-kē          | nacckē     |
| Имя деятеля/ Причастие намерения          | *-(a)ṇ-vāḷ-GN | naccaṇvāḷā |

| Совершенное   | *-GN hō-GN   | nacciā hōiā |
| Несовершенное | *-d-GN hō-GN | naccdā hōiā |

| Несовершенное | *-d-ē, -d-iā̃ | naccdē, naccdiā̃ |

| Возможное будущее    | *-PN      | naccē   |
| Определённое будущее | *-PN-g-GN | naccēgā |

|        | Ед.ч. | Мн.ч.  |
| ------ | ----- | ------ |
| Наст.  | nácc  | náccō  |
| Аорист | naccī̃ | nacciō |

|          |              | Соверш.       | Обычн.        | Длительн.   |
| -------- | ------------ | ------------- | ------------- | ----------- |
| *-(i)-GN | *-d-GN       | * ráí-GN      |               |             |
| Наст.    | h-?          | nacciā he     | naccdā he     | nacc ríā he |
| Прош.    | s-?          | nacciā sī     | naccdā sī     | nacc ríā sī |
| Сосл.    | ho-v-PN      | nacciā hōvē   | naccdā hōvē   |             |
| Предпол. | ho-v-PN-g-GN | nacciā hōvēgā | naccdā hōvēgā |             |
| Услов.   | hun-d-GN     | nacciā hundā  | naccdā hundā  |             |
| Неопр.   |              | nacciā        | naccdā        |             |